# Juin 1852

## Événements
- 4 juin, France : décret portant autorisation de la Compagnie du chemin de fer de Blesme et Saint-Dizier à Gray.

- 12 juin : les Taiping entrent dans le Hunan.

- 13 juin, France : Louis-Napoléon Bonaparte crée la médaille militaire.

- 18 juin : inauguration de la voie ferrée Strasbourg-Paris par Nancy.

- 19 juin, France: mise en service de la section de la gare de Commercy à la gare de Frouard, ligne Paris - Strasbourg[1].

- 30 juin : acte donnant une Constitution à la Nouvelle-Zélande, qui confère à la colonie une plus large autonomie. Le pays est divisé en six provinces, gouvernée localement par un super-intendant et un Conseil de membres élus. Un gouvernement central à deux Chambres est chargé des affaires d’intérêt général.

## Naissances
- 24 juin : Friedrich Loeffler (mort en 1915), médecin allemand.
- 25 juin : Antoni Gaudí, architecte espagnol.

## Décès
- 4 juin : Jean-Jacques Pradier, (James Pradier) sculpteur suisse
- 11 juin : Karl Brioullov, peintre russe (° 12 décembre 1799).
- 21 juin 1852 : Friedrich Fröbel pédagogue allemand.